# Шербюлье, Виктор
Виктор Шербюлье (фр. Victor Cherbuliez: 19 июля 1829[…], Женева — 2 июля 1899, Combs-la-Ville) — швейцарский журналист и беллетрист, живший и работавший главным образом во Франции. Член Французской академии.

## Биография
Сын женевского филолога Андре Шербюлье, с успехом дебютировал на литературном поприще путевыми очерками по Греции и Востоку. С 1864 года  сделался деятельным сотрудником «Revue des Deux Mondes», помещая там обзоры иностранной литературной, музыкальной и политической жизни под псевдонимом G. Valbert. 
В качестве беллетриста снискал известность повестью «Граф Костя» (1863), которая привлекла внимание «сенсационным» сюжетом в традициях готического романа. Главный герой — патологически ревнивый русский вдовец, который держит взаперти единственную дочь, не подпуская к ней мужчин. Повесть произвела большое впечатление на молодого Генри Джемса и в 1925 году была экранизирована (в главной роли — К. Фейдт). 
Впоследствии оставил швейцарскую тематику и перешёл к подражанию популярным французским беллетристам (в особенности Жорж Санд), продолжая, впрочем, выбирать героями экзотичных иностранцев. Романы и повести Шербюлье охотно читались, переводились на немецкий и другие европейские языки, однако в XX веке оказались забытыми. Похоронен на Монпарнасском кладбище в Париже.